# Telomerina submerda
Telomerina submerda är en tvåvingeart som beskrevs av Marshall och Rohacek 1984. Telomerina submerda ingår i släktet Telomerina och familjen hoppflugor. Inga underarter finns listade i Catalogue of Life.